# Plectreurys paisana
Espèce
Plectreurys paisana est une espèce d'araignées aranéomorphes de la famille des Plectreuridae.

## Distribution
Cette espèce est endémique du Mexique. Elle se rencontre dans les États de San Luis Potosí, d'Hidalgo et de Veracruz.

## Description
Le mâle holotype mesure 4,2 mm et la femelle 6,3 mm.

## Publication originale
- (en) Willis John Gertsch, « The spider family Plectreuridae », American Museum Novitates, New York, Musée américain d'histoire naturelle, vol. 1920,‎ 1958, p. 1-53 (ISSN 0003-0082 et 1937-352X, OCLC 47720325, lire en ligne).